# Сај Твомбли
Сај Твомбли (енгл. Cy Twombly; Лексингтон, 25. април 1928 — Рим, 5. јул 2011) био је амерички апстрактни умјетник.

## Биографија
Студирао је у Школи музеја лијепих умјетности у Бостону, на Универзитету Ли у Лексингтону и Лиги студената умјетности у Њујорку, од 1948. до 1951. године. У лиги студената умјетности, срео је Роберта Раушенберга, на чији се савјет уписао у Колеџ Блек Мунтајн, код Ашвила у Сјеверној Каролини, 1951. године, студирајући под окриљем апстрактних експресиониста Франца Клајна и Роберта Мадервила.
Прву самосталну изложбу је имао 1951. године у организацији галерије Коц у Њујорку. У то вријеме његово дјело је било под утицајем Клајновог црно-бијелог гестуалног експресионизма, као и Паула Клеа. Године 1952. Твомбли добија награду Музеја лијепих умјетности Вирџиније, што му је омогућило да путује у Сјеверну Африку, Шпанију, Италију и Француску. Послије повратка са путовања, 1953. године, служио је у америчкој војсци као криптограф. Од 1955. до 1999. године Твомбли ствара у Њујорку и Италији, фиксирајући напокон свој атеље у Риму. У том периоду је почео да ствара своје прве апстрактне скулптуре, које, иако различитих материјала и димензија, је увијек премазивао бијелом бојом. У Италији је почео да ради на дјелима великих димензија дистанцирајући се постепено од својих првих екрпесионистичких „шкработина“ и почиње да користи асоцијативне и симболичке текстове и бројеве, инспиришући се у грчкој и римској митологији, али и у поезији и историји грчке и римске културе. У том процесу, створио је специфичан вокабулар знакова и мрља, који се понекад метафорички односе на секс, али без коришћења традиционалне умјетничке иконографије.
Године 1964. био је позван да учествује на Бијеналу у Венецији. Умјетнички центар у Милвокију је 1968. године, приредио прву ретроспективу његових дјела. Тејт Модерн је представио једну велику ретроспективу његовог дјела 2008. године под називом Cycles and Seasons, у којој се посебно истиче група дјела Four Seasons (настала у пероду између 1993—94. године), а која критика сматра посебно значајним у његовом свеукупном стваралаштву.
Умро је у Риму 5. јула 2011. године, гдје је имао фиксирано боравиште скоро пола вијека. 